# Carposina smaragdias
Carposina smaragdias is een vlinder uit de familie van de Carposinidae. De wetenschappelijke naam van de soort is voor het eerst geldig gepubliceerd in 1916 door Turner.